# 16938 Nalanimiller
16938 Nalanimiller este o planetă minoră (asteroid) din centura de asteroizi. A fost descoperită pe 20 martie 1998 la Experimental Test Site⁠(d) de Lincoln Near-Earth Asteroid Research. 
Obiectul prezintă o orbită caracterizată de o semiaxă mare de 2,7664778 UAi, o excentricitate de 0,14, o înclinație de 9,22205 ° în raport cu ecliptica.